# Ferrel
Ferrel é uma vila portuguesa sede da Freguesia de Ferrel do município de Peniche, freguesia com 13,79 km² de área e 2759 habitantes (censo de 2021), tendo, por isso, uma densidade populacional de 200,1 hab./km².
A Freguesia de Ferrel foi criada pela Lei n.º 121/85 de 4 de outubro, com lugares desanexados da freguesia de Atouguia da Baleia.
No dia 6 de abril de 2011, a Assembleia da República aprovou, por unanimidade, o projecto de lei n.º 452/XI, subscrito pelos deputados Jorge Manuel Gonçalves, João Paulo Pedrosa, José Miguel Medeiros, Odete João, Osvaldo de Castro, Marcos Sá e Pedro Farmhouse, do Partido Socialista, que elevou a povoação de Ferrel à categoria de vila.
Situam-se aqui as praias do Baleal e da Almagreira.

## Localização
A freguesia de Ferrel confronta a norte com o Oceano Atlântico, a sul com a freguesia de Atouguia da Baleia, a nascente com o município de Óbidos e a poente com a freguesia de Peniche.
A freguesia é composta pelas seguintes lugares: Ferrel, Baleal e Baleal Sol Vilage I, II, Casais do Baleal e Casal da Lagoa Seca. Situa-se a 5 km de Peniche (sede de concelho), a 74 km de Lisboa, e a a 66 Km de Leiria.

## Demografia
A população registada nos censos foi:
| Ano  | 0-14 Anos | 15-24 Anos | 25-64 Anos | > 65 Anos |
| 2001 | 387       | 334        | 1264       | 370       |
| 2011 | 390       | 270        | 1464       | 525       |
| 2021 | 399       | 236        | 1463       | 661       |

## Economia
Em meados do século XX a principal atividade era a agricultura (e ainda hoje é) em terrenos arenosos, portanto pouco produtivos; Por outro lado, as parcelas dos terrenos amanhados eram pequenas, não havendo características, nem meios para uma agricultura extensiva e intensiva que proporcionasse rendimentos suficientes.

### A emigração
No início da década de 1960, começou em força a emigração para países como França, Canadá, Luxemburgo, ou Reino Unido. Os Ferralejos tinham que passar clandestinamente. À chegada à fronteira com Espanha, encontravam-se com "passadores" que em troca de dinheiro os ajudavam a passar pela fronteira sem serem vistos pelos guardas espanhóis. Muitos regressam no período natalício e durante as festas de Ferrel.

### O surf em Ferrel

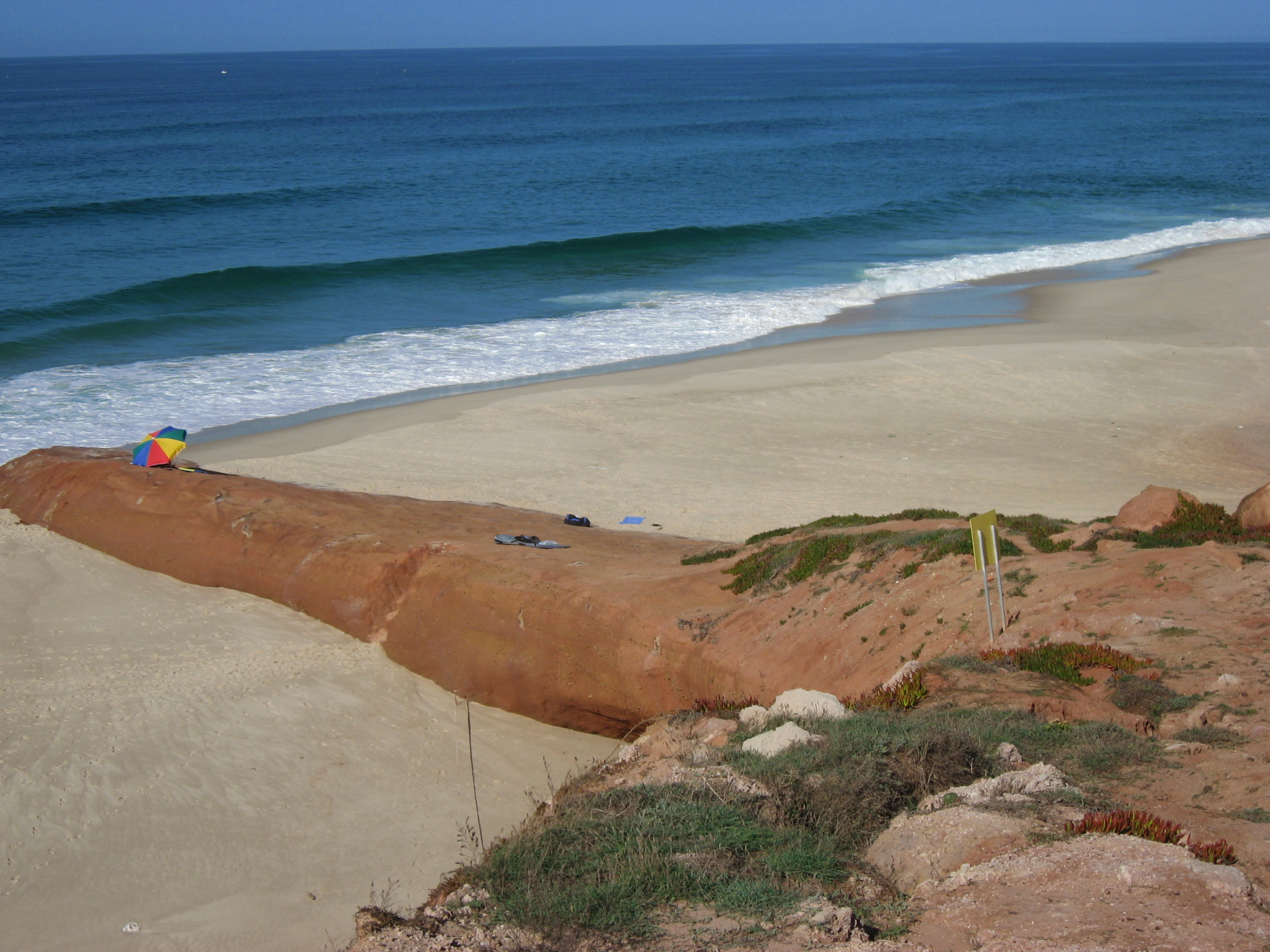
Praia de Almagreira, em Ferrel

O surgimento da prática desportiva do surf em Ferrel, foi mais ou menos na Praia do Baleal. Atualmente, a Praia do Baleal é um dos lugares sagrados para os praticantes de surf em Portugal e não só, como por exemplo paddle, pesca, entre outros. Na costa marítima de Ferrel também existem outros lugares maiores e com condições para a prática do surf, desde o Pico da Mota, Almagreira, Lagido, Prainha, Cantinho da Baía e Cova da Alfarroba.

### No século XXI
Muitos emigrantes (especialmente de Angola, Brasil, França) têm vindo para residir e trabalhar em Ferrel.

## História

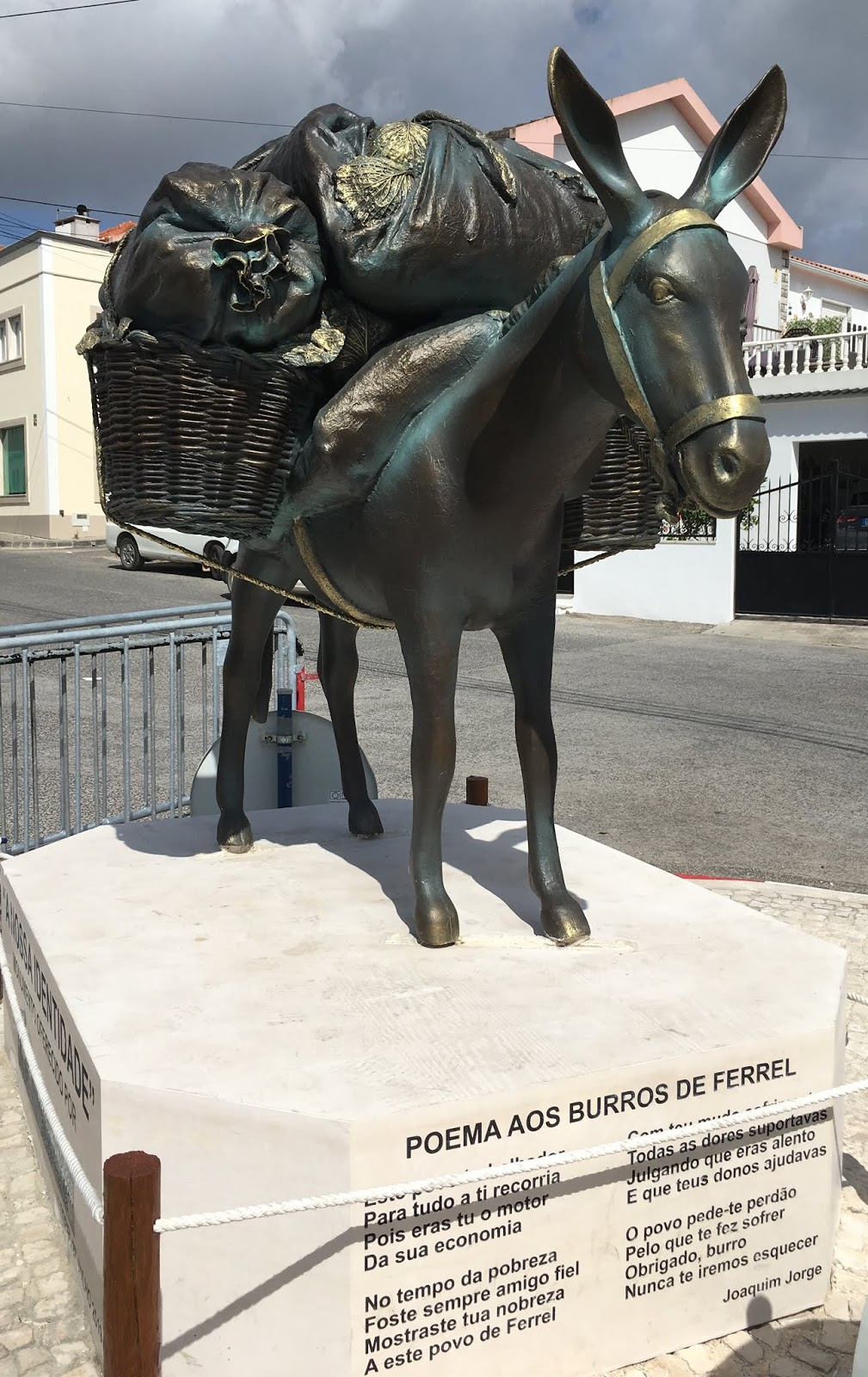
Estátua do Burro, em Ferrel, homenagem popular ao humilde animal que é um símbolo da localidade.

Não há a certeza de como e donde surgiu o nome de Ferrel. O nome parece ter derivado da frase "ferremos aqui", proclamada pelos náufragos quando chegaram a este local e aqui se instalaram? Ou terá surgido do facto de o barco naufragado ser originário, como dizem, do porto marítimo de Ferrol, situado no norte da Galiza, em Espanha?
No caso de Ferrel advir de Ferrol, verificamos que a palavra terá sofrido a lei fonética da permanência da sílaba tónica e o metaplasma por transformação de ol em el. Na hipótese de o nome de Ferrel ter a origem na expressão "ferremos aqui", concluímos que o vocábulo teria tido a influência das leis fonéticas do menor esforço e a influência dos metaplasmos por supressão e por transformação. "Ferremos" teria tido mais alterações do que "Ferrol".
Facto curioso será terem sido os náufragos do barco que deram o nome à terra e que também trouxeram a sua padroeira, Nossa Senhora da Guia.
No dia 15 de março de 1976, o povo de Ferrel marchou sobre o local onde decorriam trabalhos preparatórios para a então projetada Central Nuclear de Ferrel. Essa impressionante manifestação de recusa, pacífica e determinada marcou o início da luta contra a opção pela energia nuclear em Portugal.

## Política
O cargo de Presidente da Junta de Freguesia é atualmente ocupado por Pedro Barata, eleito nas eleições autárquicas de 2021 pelo Partido Socialista. Na Assembleia de Freguesia a força política mais representada é o PS com 7 membros eleitos (maioria absoluta), seguindo-se o Partido Social Democrata (1) e o Grupo de Cidadãos Eleitores por Peniche (lista independente) (1). O Presidente da Assembleia de Freguesia é Pedro Teodoro, do PPD/PSD.

### Eleições autárquicas

#### Assembleia de Freguesia
| Ano  | %       | M       | %    | M  | %       | M       | %    | M    | %            | M            |
| Ano  | APU/CDU | APU/CDU | PS   | PS | PPD/PSD | PPD/PSD | Ind. | Ind. | Ind. (GCEPP) | Ind. (GCEPP) |
| ---- | ------- | ------- | ---- | -- | ------- | ------- | ---- | ---- | ------------ | ------------ |
| 1985 | 19,3    | 2       |      |    |         |         | 75,5 | 7    |              |              |
| 1989 | 11,4    | 1       | 49,7 | 5  | 32,1    | 3       |      |      |              |              |
| 1993 | 10,7    | 1       | 44,3 | 5  | 31,9    | 3       |      |      |              |              |
| 1997 | 45,1    | 4       | 31,1 | 3  | 18,7    | 2       |      |      |              |              |
| 2001 | 25,8    | 2       | 32,8 | 3  | 35,5    | 4       |      |      |              |              |
| 2005 | 12,4    | 1       | 44,1 | 4  | 38,0    | 4       |      |      |              |              |
| 2009 | 23,7    | 2       | 48,8 | 5  | 23,4    | 2       |      |      |              |              |
| 2013 | 12,7    | 1       | 52,0 | 5  | 28,2    | 3       |      |      |              |              |
| 2017 | 8,7     | -       | 40,2 | 4  | 35,7    | 4       | 11,8 | 1    |              |              |
| 2021 | 6,0     | -       | 65,3 | 7  | 16,9    | 1       | 8,9  | 1    |              |              |

## Património
- Igreja Nossa Senhora da Guia, incluindo o adro definido pelos muros de suporte de terras, o cruzeiro e o jardim posterior,foi aqui que a 15 de Março de 1976, o povo de Ferrel juntou-se no largo da Igreja e foram a pé atá ao Pico da Mota, onde iriam construir uma Central Nuclear.

## Festas de Ferrel
As Festas de Ferrel remontam ao séc.XIX, em que estava ainda sob controlo da Atouguia da Baleia. A primeira festa é a de Agosto em que é considerada a melhor e a maior festa da região oeste em que remonta ao séc.XVI.
A festa de Ferrel começa sempre a dia 5 de Agosto
Esta é a principal festa da vila,tendo como padroeira (Nossa Senhora da Guia).
A festa é organizada por uma comissão, criada para esse efeito, existem alguns critérios para fazer parte da comissão de festas: ser natural de Ferrel, ser casado, ter espírito de voluntário e amar a terra.
A festa de Ferrel já é um grande evento a nível distrital como a melhor festa da região oeste e não só, considerada como a maior e melhor festa.
Em Agosto os Emigrantes de Ferrel regressam para assistir a festa e em devoção da Nª.Sª da  Guia que os proteja, a festa trás muito turismo para a terra.

## Religião em Ferrel
A Padroeira de Ferrel é a Nossa Senhora da Guia, e atualmente pertence à Paróquia de São Leonardo (Atouguia da Baleia). No seu historial de padres teve 21, dois que foram filhos da terra.

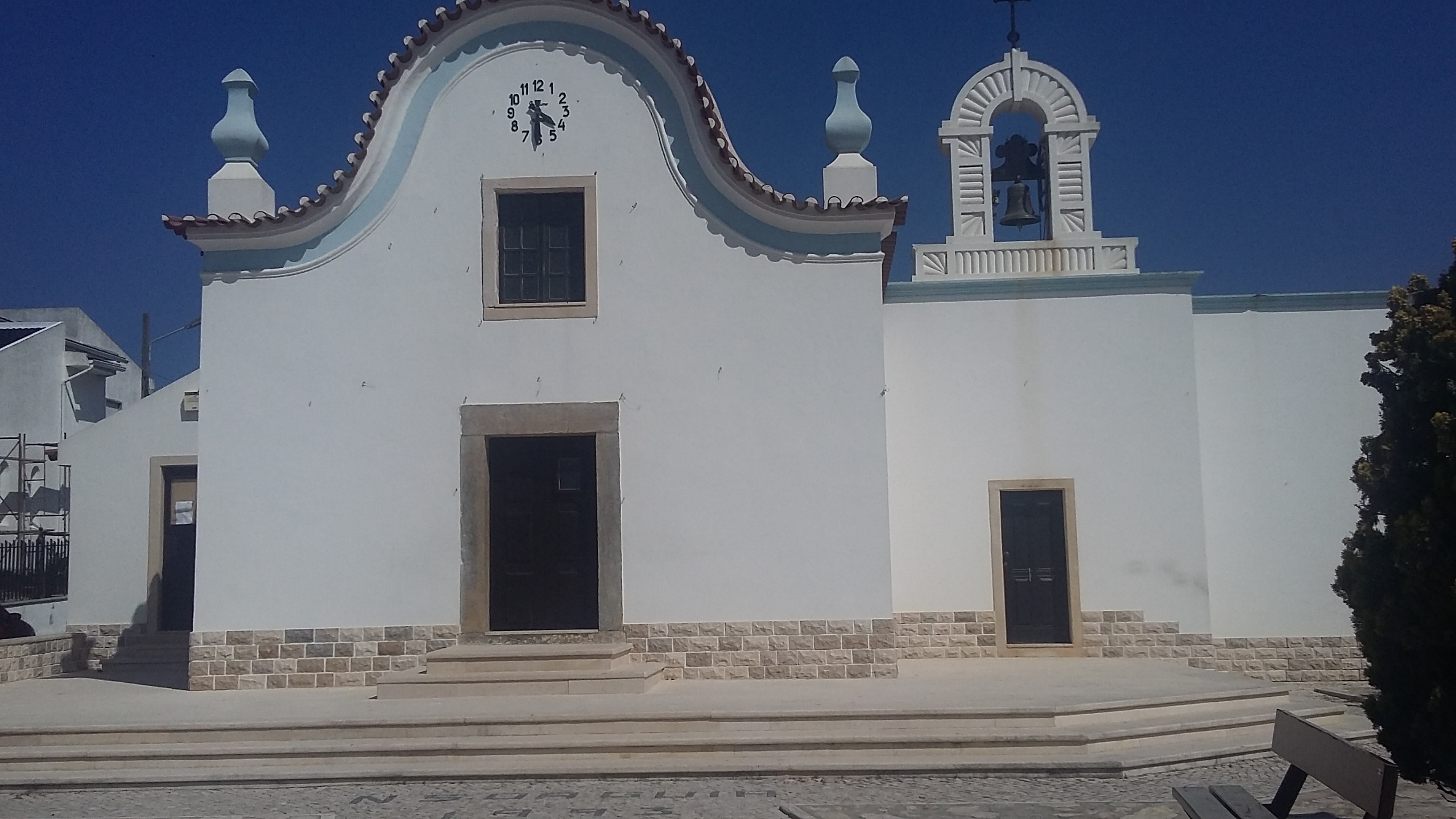
Igreja Nossa Senhora da Guia - Ferrel

## Usos, Costumes e Tradições

### Ursos, Macacos e Leões
Desde os tempos mais antigos que os habitantes de Ferrel, se apelidam uns aos outros de ursos, macacos ou leões, conforme a área em que vivem na terra. 
Ainda hoje, o termo de "urso", tem um significado depreciativo (equivalente a "parvo" ou "palerma"). Acontece em conversas, quando à opiniões contrárias, pouco lógicas ou que não agradam a uma das partes, este responde: "És um urso, pá!", esta história é um dos reflexos da rivalidade que existiu entre a parte de cima e a parte de baixo de Ferrel.
Os habitantes do lugar de baixo, como tendo sido os primeiros habitantes, e sendo descendentes de portugueses e de cruzados franceses, consideravam-se superiores aos de cima que, vindos do norte de Espanha num barco de piratas, foram mal recebidos pelos primeiros porque havia origens e culturas diferentes de que resultavam por vezes em confrontos ou em insultos.
As picardias verbais entre os ursos, leões e macacos, sempre existiram, até que depois da Guerra da Coreia em 1950, os do lugar de baixo começaram a chamar aos de cima Coreia do Norte e os de cima para baixo Coreia do Sul.

#### As Alcunhas
Rara são as pessoas em Ferrel, que não têm alcunha, e na maior parte dos casos, não são conhecidos pelo seu próprio nome, mas sim pela sua alcunha.

##### Ditos e Expressões do Povo de Ferrel
Reninó - Gaita de Foles;
Pau de Fio - Poste de Eletricidade;
O que falta a ele é dinheiro! - Está cheio de massa (dinheiro);
Ratola - É um fala barato/mentiroso.
É mai fino cum rato. - É muito esperto.
São mais cás mães! - Para indicar o número exagerado de qualquer coisa.

## Antigas Festas de Ferrel

### Festa de Santo Antão
- Começava e acabava no dia 17 de Janeiro;
- É o Padroeiro/Protetor dos animais domésticos;
- Tinha uma missa solene (Igreja de Ferrel), onde era de seguida de procissão solene com a imagem do santo pelas ruas da vila;
- Também tinha a bênção dos animais, em que os donos traziam para o largo da igreja,
- Esta Festa, acabou na primeira metade da década de 1950.

### Dia de Natal
- Era a festa de natal, onde se comemorava o nascimento de Jesus Cristo;
- Era uma festa de família;
- Era a festa que mais tocava o coração das pessoas;
- A população, festejava com carinho e divertimento;
- De manhã, ouvia-se os sinos, depois vinha o almoço com toda a família e a partir das cinco horas da tarde, o baile começava e acabava no dia seguinte;

## O Senhor Doutor Pedrosa
Para Ferrel, ficou conhecido ao longo de 35 anos, a figura ímpar do Doutor Pedrosa, que foi médico das populações de Atouguia da Baleia e Ferrel (na qual Ferrel ainda pertencia).

### Quem foi então o Doutor Pedrosa?
Ele nasceu a 18/3/1905 em Aldriz (Freguesia de Argoncilhe). A sua vinda para a Freguesia de Atouguia, deveu-se a um grupo de pessoas de Ferrel, terem tido o conhecimento em que ele se encontrava-se preso na Fortaleza de Peniche. Já contactado, verificou-se tratar-se de um médico jovem, "...que já se encontra detido desde quando estava servindo o Exército (em Lisboa), no Quartel do Lumiar, onde, era Alferes Miliciano.". Já em Lisboa, acontecia o Movimento na Marinha Grande, onde o então Alferes Pedrosa, onde foram um grande opuiante do Governo de Salazar, juntou-se com outros 30 soldados ao Movimento, onde já na Marinha Grande, foi sufocada à força a revolta e presos, o Alferes foi levado para o Forte de Peniche. 

## Famílias que deram contributo a Ferrel no Passado
Da história de Ferrel, fizeram parte três famílias ligadas entre si, através de casamento. As famílias Howell (Inglaterra), Ferreira Pinto e Ávila. Estas famílias, não eram de Ferrel, mas fizeram de Ferrel, a sua casa, e de onde aí contribuíram para o seu crescimento/desenvolvimento.

### Família Howell
Um dos primeiros a chegar a Portugal foi Alfred William Howell (1799-1875), na companhia de um tio e de seu primo, por volta do ano de 1809. Eles vieram tentar explorar o espólio do barco de San Pedro de Alcântara que naufragou na praia da papoa em Peniche, para a exploração dos Caminhos de Ferro (Lisboa – Porto), e para negócios de vinhos.
Eles instalaram-se em Lisboa, (moraram na Lapa e mais tarde em Alcântara), onde também adquiriram/compraram, terrenos em Ferrel, onde aí, construíram uma casa para eles e casas/ povoações no concelho. Já com as aquisições, eles deram trabalho aos habitantes locais, que viviam aí, onde também ajudaram a construir casas e a desenvolver, o que é hoje a Freguesia de Ferrel.

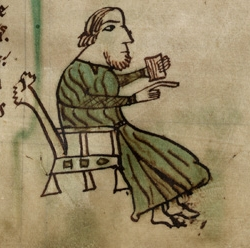
Howell Descendentes do rei Galês Hywel Dda

Também por cá, cresceram e estabeleceram família, tendo casado com Henriqueta de Sousa Rosa Coelho (1811 – 1895), onde nesse casamento nasceram cinco filhos: Frances, Charles, Henry, Frederick e Isabel. Onde só apenas os rapazes, é que tiveram descendência, a filha não. 
Esta família é o produto da fusão de uma família, que teve origem no País de Gales, e de outra família de origem na Escócia. Existem algumas provas, em que está família, é descendente do rei galês Hywel Dda (século X). Também possuem, a condecoração “Rosa Branca da Escócia”, e quem possui esta condecoração é a família real inglesa.
Atualmente, a família Howell, está um pouco por todo o país e no estrangeiro, encontrando-se em Lisboa, Porto, Ferrel, Cartaxo, Torres Novas, Beja, Faro e Inglaterra. Os membros, já falecidos, estão sepultados em jazigos de família, em Lisboa, Ferrel e Cartaxo, entre outros...

#### Família Ferreira Pinto
Esta família é também ligada à família Howell, por laços de casamento, foi também, importante para a história de Ferrel e influente no seu desenvolvimento. Em 1889, pela iniciativa, esta família, levou a cabo grandes obras de ampliação, remodelação e melhoramentos na Igreja de Nossa Senhora da Guia.

##### Família Ávila
Esta família, chegou a Ferrel, através da família Howell de casamento. Em 1946/1947, construi-se uma vivenda em Ferrel (que ainda existe), junta ao cruzamento do Largo Nossa Senhora da Guia com a Rua do Ribeiro, a quem se deu o nome de “Casal Saloio”. O Senhor Conde, foi Administrador do Banco de Portugal, ele nasceu em 1886 e faleceu em 1979 aos 93 anos de idade.

## Naufrágios ao longo da costa de Ferrel (1877-2005)
Ao longo dos tempos, na costa maritima da Freguesia de Ferrel, foram vários os naufrágios que naufragaram ao longo da costa por vários séculos. Desde a Penísula do Baleal e a Rocha do Ilhéu, enfiadas pelo seu mar adentro, os seu recifes e os bancos de areia lá existentes. Entre as praias da Almagreira e a Foz do Arelho, os seus frequentes/fortes nevoeiros que foram a principal causa de tantos naufrágios, em que perderam-se centena de pessoas e também o ajudar a salvar dessas pessoas.
Lista de todos os barcos naufragados ao longo da costa de Ferrel:
| Nome do Navio                      | Local de Partida | Para onde se dirigia | Mortes | Sobreviventes           | Ano                     | Local do Acidente   |
| ---------------------------------- | ---------------- | -------------------- | ------ | ----------------------- | ----------------------- | ------------------- |
| ---                                | ---              | ----                 | 3      | 0                       | 12 de Dezembro de 1877  | Baleal              |
| Mesopotâmia                        | --               | --                   | 8      | 0                       | 1880                    | Baleal              |
| City of Dublin                     | Cardiff          | Gibraltar            | 0      | 20                      | 23 de Abril de 1878     | Baleal              |
| Loty                               | ?                | ?                    | ?      | ?                       | 1882                    | Baleal Norte        |
| Laugolleu                          | ?                | ?                    | ?      | ?                       | 1884                    | Baleal Norte        |
| ?                                  |                  |                      |        | Toda a tripulação salva | 1888                    | Baleal Norte        |
| Roumania                           | Liverpool        | Bombaim              | 113    | 9                       | 28 de Outubro de 1892   | Adegas d`el Rey     |
| Cabo Prior                         | ?                | ?                    | ?      | ?                       | 1899                    | Baleal              |
| Leven                              | ?                | ?                    | 0      | 25                      | 28 de Dezembro de 1905  | Baleal              |
| Louguvoo                           | ?                | ?                    | 0      | 16                      | 27 de Setembro de 1908  | Baleal Sul          |
| Bhamo                              | ?                | ?                    | 0      | 97                      | 13 de Julho de 1911     | Baleal Norte        |
| Libertão Paraguay                  | ?                | ?                    | ?      | 15                      | 25 de Abril de 1919     | Vale de Janelas     |
| Febermede                          | ?                | ?                    | ?      | ?                       | 10 de Maio de 1920      | Vale de Janelas     |
| Vasco da Gama                      | ?                | ?                    | ?      | 14                      | 4 de Julho de 1933      | Vale de Janelas     |
| Nossa Senhora das Ondas            | ?                | ?                    | 2      | 1                       | Janeiro de 1938         | Covões              |
| Alda                               | ?                | ?                    | 5      | 1                       | 29 de Junho de 1938     | Vale de Janelas     |
| Maria Luiza                        | ?                | ?                    | 1      | 2                       | 5 de Fevereiro de 1942  | Baleal              |
| Fernando Ybarra                    | ?                | ?                    | 120    | 10/20                   | 20 de Dezembro de 1943  | Baleal              |
| Fernanda                           | ?                | ?                    | ?      | ?                       | 7 de Abril de 1952      | Baleal              |
| Princesa                           | ?                | ?                    | ?      | ?                       | 9 de Dezembro de 1962   | Baleal              |
| Boa Fé                             | ?                | ?                    | ?      | ?                       | 21 de Fevereiro de 1966 | Baleal              |
| David Nunes                        | ?                | ?                    | ?      | Salvou-se tudo          | 1 de Junho de 1968      | Vale de Janelas     |
| Nova Rosete                        | ?                | ?                    | ?      | 3                       | 20 de Novembro de 1972  | Baleal              |
| Dias Jorge mais Lampanas (colisão) | ?                | ?                    | ?      | Salvou-se tudo          | 23 de Novembro de 1982  | Baleal              |
| Luiza Maria                        | ?                | ?                    | ?      | Salvou-se tudo          | 3 de Outubro de 1983    | Baleal Norte        |
| Lightning                          | ?                | ?                    | ?      | Salvou-se tudo          | 14 de Novembro de 2000  | Praia da Almagreira |
| Jóia da Coroa                      | ?                | ?                    | 0      | Salvou-se tudo          | 22 de Julho de 2005     | Praia da Almagreira |

Contabilizadas as perdas humanas em mais de 252 mortes e 238 sobreviventes dos naufrágios.

## Festa em Honra de Nossa Senhora da Guia
Esta é a principal festa de vila de Ferrel, uma festa com história, uma vez que os seus primeiros registos remontam ao século XVII, "quando a câmara municipal de Atouguia da Baleia, a 6 de Agosto de 1639 concedeu licença aos mordomos da festa em honra de nosso senhora da guia de Ferrel, para matarem aves no ribeiro de Atouguia da Baleia" (livro de assuntos diversos da vida municipal de Atouguia da Baleia, 6 de setembro de 1639, fls.169). A festa é organizada por uma comissão criada para esse efeito, sendo que para a constituição desta comissão existiam, até há alguns anos atrás, alguns critérios, tinham que ser homens casados e naturais de Ferrel, entre outros. De há uns anos a esta parte, fruto da evolução dos tempos, e com a festa de Ferrel a ganhar uma nova dimensão, tornou-se necessário aumentar o número de membros da Comissão Organizadora, fazendo cair por terra alguns critérios utilizados até então.
Manteve-se, contudo, o espírito de voluntariado e de amor à terra, tão necessários para se organizar um evento desta natureza, de cariz religioso, cultural e popular, revertendo todos os lucros da festa em favor da Freguesia, das suas gentes e organizações....Celebra-se, assim, a invocação de Nossa Senhora da Guia, padroeira de Ferrel, num evento/ambiente agradável, onde o religioso e o profano convivem saudavelmente. A festa de Ferrel tem sido mantida como um valioso legado que é transmitido de geração em geração e que cada uma tem sabido preservar, valorizar e perpetuar, adaptando-a às novas realidades. Com a persistente devoção das suas gentes à festa, com a aposta orgulhosa na valorização que é feita, ano após ano, neste que já é um património imaterial e identitário do povo de Ferrel, com o aumento da afluência de visitantes, fruto também da forte procura turística deste território e da proximidade às praias (principalmente, da praia do Baleal), mas, fundamentalmente, em resultado do reconhecimento alargado deste evento, que é a festa de Ferrel, como uma referência na agenda de animação de verão da região oeste, esta foi considerada pela revista Up Magazine - distribuída pela companhia aérea portuguesa TAP -, como a melhor e maior festa da região oeste. Citando a mesma: "porque em Agosto muitas terras, freguesias, lugares, aldeias e vilas estão em festa, dê um pezinho de dança, beba uma mini e coma uma fartura num dos muitos arraiais populares que acontecem por estas bandas: o mais famoso é o de Ferrel (no distrito de Peniche) e que começa a 5 de Agosto".

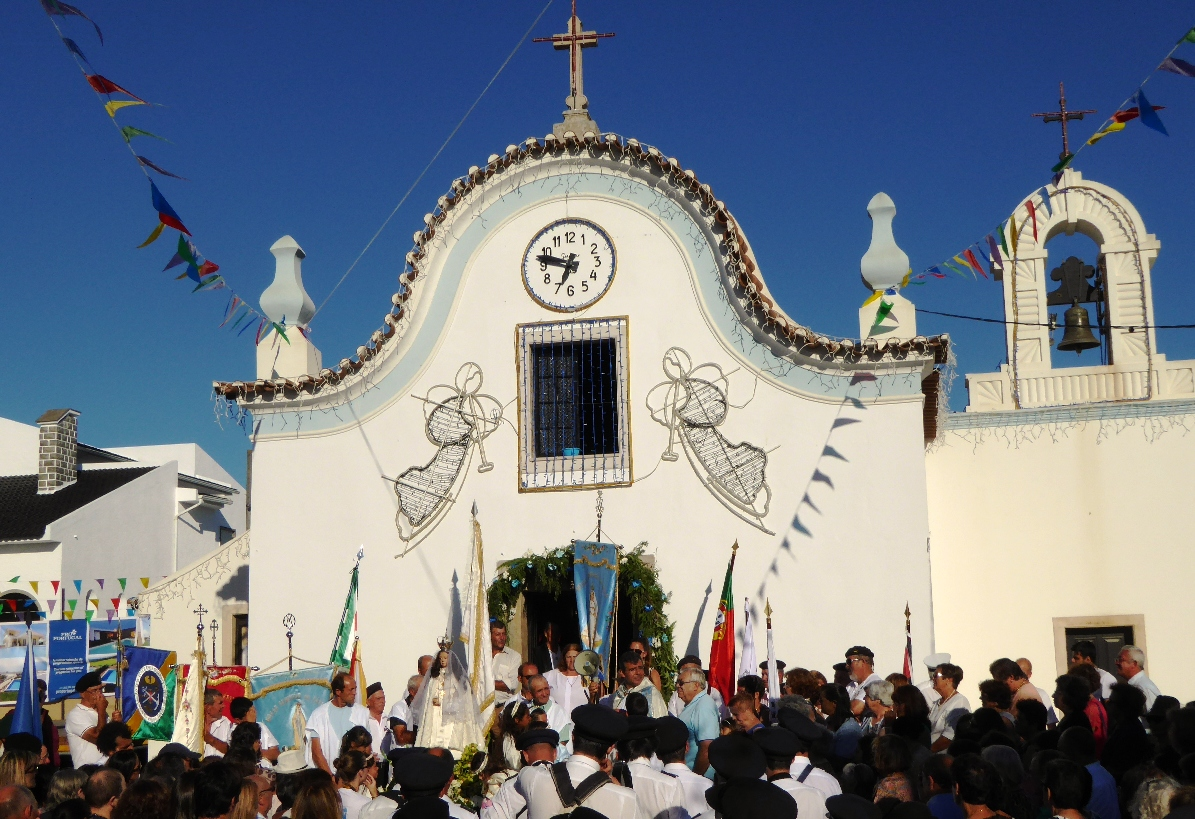
Fim de procissão (5 de agosto)

Começa, impreterivelmente a 5 de Agosto de cada ano, estendendo-se, por norma, até ao fim  da semana seguinte para que, ao sábado, se possa realizar a já famosa e icónica corrida dos burros, entre outras surpresas do cartaz, como missa e procissão religiosa, dj´s, espetáculos musicais e pirotécnicos, divertimentos e muita muita animação.

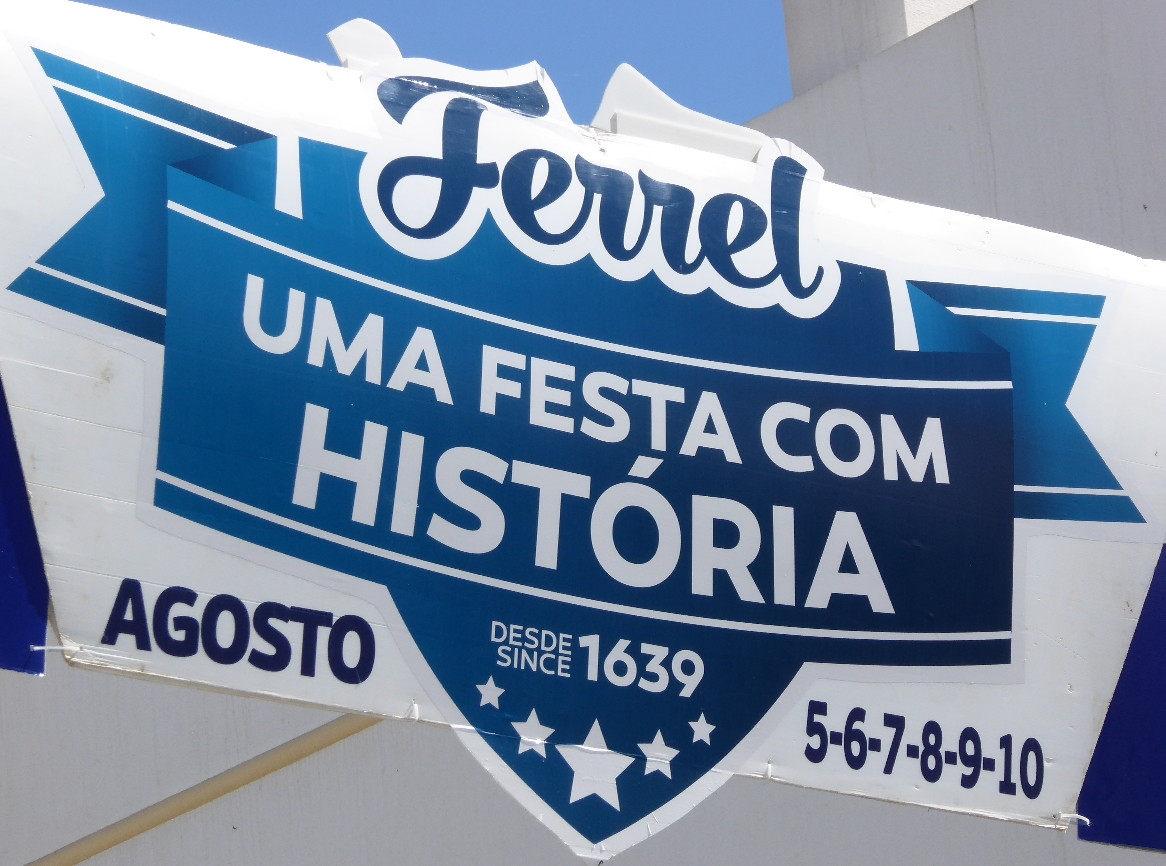

## Rancho Folclórico de Ferrel (1948 - Presente)
A data de origem do rancho, é provavelmente em 1948, por José Santos "Rola, um jovem com grande conhecimento pela música. O primeiro rancho foi atuar num Domingo de Carnaval (1948) e Terça-feira de Carnaval (8 a 10 de fevereiro), foi nesse preciso momento que o grupo saiu à rua. Passados alguns anos, o rancho, foi estruturado com músicas e letras eram da autoria de José Afonso "Rola", a sua composição mais famosa e que ainda perdura até hoje é de "O Zé de Ferrel", mais conhecida como o fado dos barretes.
Dez anos depois, em 1958, surgiu também em Ferrel, o rancho folclórico infantil que ainda perdura até hoje. Foi primeiro dirigido e ensaiado pela Donatilia Soares e José Alexandre. Este rancho, foi de carácter eventual, criando com a finalidade de apenas atuar apenas no Carnaval.
Em 1989, surge a primeira vez em que o rancho foi convidado pela Comissão Politica Distrital do PSD de Leiria a atuar para os emigrantes do Distrito de Leiria em França. Nessa viagem, foram dois autocarros, durante essa estadia, uns ficaram em casa de emigrantes de Ferrel. Nessa estadia, atuaram no estádio "Os Lusitanos de Saint-Mur", e depois fez a 2º atuação em Saint-Michael com um grande público, também esteve programada atuar no estádio do Paris Football Club  durante o intervalo do jogo (esse clube e contra o Sporting Club de Braga) mas isso nunca aconteceu porque começou a chover e não foi possível o grupo atuar. 

## A Luta Contra a Central Nuclear
Em fevereiro de 1977, o movimento “Viver é preciso” lançou um apelo nacional com o manifesto “Somos todos moradores de Ferrel”, na luta contra a energia nuclear.
Neste manifesto podia-se ler:
- “Preparemo-nos. A contra-ofensiva das multinacionais nucleares está para deflagrar. É preciso que por toda a parte, nas escolas, nos hospitais, nos bairros e nas fábricas, nas faculdades e nas associações científicas, surjam comissões de solidariedade com a luta do povo de Ferrel. A região de Peniche tem já a sua CALCAN – Comissão de Apoio à Luta Contra a Ameaça Nuclear). Mas é bom que por todo o país a ameaça nuclear encontre uma frente unida de partidários da Vida”.
- “Quando os pescadores e camponeses de uma pequena aldeia marítima do litoral de Peniche tocam os sinos a rebate para dizer "não!" à central nuclear que lhes querem impingir, graças a eles, Portugal pode ser o primeiro país do mundo a pronunciar-se contra o holocausto nuclear no seu território”.

Em junho de 1977, foi lançado um novo manifesto sobre a política energética e a opção nuclear. Cento e dez cientistas e técnicos ligados ao problema nuclear debateram a nível nacional estas questões.
Em janeiro de 1978, nas Caldas da Rainha e em Ferrel, realizou-se o festival “Pela vida contra o nuclear”, que reuniu cerca de três mil pessoas. Decorreram debates, espetáculos e outras atividades, nos quais participaram nomes como Zeca Afonso, Vitorino, Pedro Barroso, Fausto e Sérgio Godinho.
Foram recebidas mensagens de representantes de grupos anti nucleares espanhóis e dos mais variados pontos do mundo.
Lembrar-se-ão aqueles que estiveram presentes na mobilização: ninguém arredou pé e realizou-se uma caminhada alegre em direção ao local onde se previa a construção da central. No local, os manifestantes encontraram forças da GNR. Não se deram incidentes e simbolicamente foram plantados alguns quilos de batatas oferecidos pelos agricultores de Ferrel.
Em 1982 o projeto nuclear foi abandonado.
Já passaram alguns anos desde que o povo de Ferrel marchou até aos campos do Moinho Velho.
A 15 de Março em 1976, os 1500 habitantes de Ferrel também se deslocaram a este local, situado a quatro quilómetros da aldeia, e conseguiram impedir o avanço dos trabalhos.
Esta manifestação marcou início de um processo que culminaria com a desistência do projeto, tendo-se realizado até 1978 outras manifestações que contaram com o apoio de organizações ambientalistas internacionais.
"A plataforma está voltada não só para este local mas para o país no seu conjunto e pretende provar que as ideias [pró-nuclear] são superficiais e em alguns casos desonestas, porque, por exemplo, a questão da radioatividade é uma questão central", afirmou à Lusa José Carlos Marques, porta-voz da Plataforma Não ao Nuclear.
José Carlos Marques disse que a Plataforma Não ao Nuclear "arranca a partir de amanhã", com o objetivo de organizar debates sobre o tema, já que, até agora, serviu apenas para apoiar as comemorações dos 30 anos das manifestações de Ferrel.
"Passados 30 anos há novas gerações e novos capitalistas e muitos dos problemas de há 30 anos são hoje exatamente iguais, ouço defensores do nuclear utilizarem os mesmos argumentos que já foram desacreditados há 30 anos", afirmou, por seu lado, Delgado Domingos, professor jubilado do Instituto Superior Técnico.
Delgado Domingos (falecido), que se deslocou a Ferrel, disse que há 30 anos escreveu artigos contra o nuclear e que nessa altura esteve em Peniche a esclarecer a população.
"O nuclear não tem novidades. Contrariamente ao que tentam vir agora dizer, as novas centrais são iguais às antigas", disse Delgado Domingos, referindo-se ao projeto privado de construção de uma central liderado pelo empresário Patrick Monteiro de Barros.
"É preciso chamar a atenção quanto às alternativas que são mais sustentáveis e que representam uma melhor viabilidade para o país e que passam por melhorar a eficiência energética e por apostar nas energias renováveis", frisou o presidente da associação ambientalista Quercus, Hélder Spínola.
No mesmo sentido, o eurodeputado Miguel Portas (do BE), também presente em Ferrel, considerou que o nuclear é uma "péssima solução".
Comentando um estudo de opinião publicado ontem no semanário "Expresso", segundo o qual 51,7 por cento dos eleitores é favorável à construção da central, o eurodeputado disse que "o assunto tem estado fora da agenda e as pessoas sentem o problema do preço do petróleo".
"Quando lhes acenam com uma solução do tipo D. Sebastião a primeira reacção habitual em Portugal é esta. A segunda é a de pensar e quando as pessoas começam a pensar as opiniões das sondagens também mudam", vaticinou.
Miguel Portas (falecido e irmão de Paulo Portas)  frisou igualmente que "o projeto [de Patrick Monteiro de Barros] não tem pernas para andar e não resolve nenhum problema".
"O problema resolve-se com menos dinheiro e mais rapidamente só poupando e aumentando a eficiência do uso da energia que temos", defendeu ainda o eurodeputado bloquista.
No "Moinho Velho", jovens ativistas do não ao nuclear escreveram várias faixas com frases a favor das energias renováveis. No local para onde estava prevista a central os campos encontram-se hoje cultivados com produtos hortícolas. Os 150 hectares permanecem terrenos baldios, mas são ocupados por uma centena de agricultores.

## A luta de Ferrel para ser uma Junta de Freguesia (1808-1985)
Em 1808, Ferrel enviou uma carta à câmara municipal de Peniche a pedir a criação da junta de freguesia de Ferrel. Atouguia, opôs-se a essa criação e com o passar do século, só em 1976, a Comissão de Moradores de Ferrel, enviou, outro pedido à Câmara para criar a Junta de Ferrel, a Câmara apoiou, e a Comissão de Moradores, logo fez panfletos e folhas para os habitantes assinarem (foi só meio dia). Só a Outubro de 1985, na Assembleia da Republica foi aprovada, o Decreto de Lei, desde então, Ferrel é Freguesia.